# Davi Cortes da Silva
Davi Cortes da Silva (Rio de Janeiro, 1963. november 19. –) olimpiai ezüstérmes brazil válogatott labdarúgó.

## Klub
A labdarúgást a Santos FC csapatában kezdte. Később játszott még a Verdy Kawasaki, az América-SP, a Guarani FC és a São José EC csapatában.

## Nemzeti válogatott
A brazil válogatott tagjaként részt vett az 1984. évi nyári olimpiai játékokon.